# Institut für Religion und Frieden
Das Institut für Religion und Frieden (InstRel&F) ist eine Einrichtung der Katholischen Militärseelsorge in Österreich.

## Geschichte
Das IRF wurde 1997 von Militärbischof Christian Werner zum Zweck der wissenschaftlichen Auseinandersetzung mit den aktuellen sicherheitspolitischen Veränderungen gegründet. Erster Leiter des Instituts war der spätere Militärbischof Werner Freistetter.

## Aufgaben
Das Institut kooperiert mit militärischen und zivilen Einrichtungen in der Erforschung der Frage nach dem Beitrag der Religionen und religiösen Überzeugungen zum Frieden. Ein besonderer Schwerpunkt liegt dabei auf den jeweiligen Einsatzräumen des Österreichischen Bundesheeres.
Weitere Aufgaben des Instituts
- interdisziplinäre Dialoge in Sicherheits- und Friedensfragen
- Kontakt mit anderen Kirchen, kirchlichen Gemeinschaften und Religionsgemeinschaften
- Förderung wissenschaftlicher Projekt und Durchführung entsprechender Veranstaltungen
- Publikation und Dokumentation von Forschungsergebnissen
- Beiträge zur Berufsethischen Bildung im Österreichischen Bundesheer

## Dokumentation
Das Institut gibt die Schriftenreihe Ethica heraus und baut eine Bibliothek zum Thema Militärethik im interdisziplinären Feld von Theologie, Kirchenrecht, Geisteswissenschaften, Naturwissenschaften und Militärwissenschaften auf.